# 부분파 방법
물리학에서 부분파 방법(部分波方法, method of partial waves)은 산란 문제를 구면 조화 함수에 대한 성분인 부분파(部分波, partial wave)로 분해하여 푸는 방법이다.

## 전개
파수 {\displaystyle k={\sqrt {2mE}}/\hbar }를 가지고 {\displaystyle z}방향으로 움직이는 입사 평면파 파동 함수 {\displaystyle \langle \mathbf {r} |\phi \rangle =\exp(\mathrm {i} kz)}가 원점 근처에 국한된 구면 대칭 퍼텐셜 {\displaystyle V(r)}에 의하여 {\displaystyle |\psi \rangle }으로 산란된다고 하자.
{\displaystyle (H_{0}+V)|\psi \rangle =E|\psi \rangle }.
퍼텐셜은 원점 근처에 국한되어 있으므로, 원점에서 멀리 떨어진 곳에서는 파동 함수는 진공 슈뢰딩거 방정식
{\displaystyle -{\frac {\hbar ^{2}}{2m}}\nabla ^{2}\psi (r,\theta ,\phi )=0}
을 따른다. 구면좌표계에서 진공 슈뢰딩거 방정식의 일반적인 해는 다음과 같은 구면 베셀 함수 {\displaystyle j_{l}(x)}, {\displaystyle y_{l}(x)}와 구면 조화 함수 {\displaystyle Y_{l}^{m}(\theta ,\phi )}의 곱들의 선형결합이다.
{\displaystyle \psi (r,\theta ,\phi )=\sum _{l,m}B_{l}^{m}j_{l}(kr)Y_{l}^{m}(\theta ,\phi )+C_{l}^{m}ki^{l+1}\left(j_{l}(kr)+iy_{l}(kr)\right)Y_{l}^{m}(\theta ,\phi )}.
여기서 {\displaystyle B_{l}^{m}}과 {\displaystyle C_{l}^{m}}은 미지의 계수이다.
레일리 공식(Rayleigh formula)에 따라
{\displaystyle \phi (r,\theta ,\phi )=\exp(ikr\cos \theta )=\sum _{l,m}i^{l}{\sqrt {4\pi (2l+1)}}j_{l}(kr)Y_{l}^{0}(\theta ,\phi )}
이고,
{\displaystyle ki^{l+1}\left(j_{l}(kr)+iy_{l}(kr)\right)\approx \exp(ikr)/r} ({\displaystyle kr\gg 1})
은 산란된 구면파를 나타내므로, 평면파의 산란을 나타내기 위해서는 다음과 같은 경계 조건을 부여하여야 한다.
{\displaystyle B_{l}^{m}={\sqrt {4\pi (2l+1)}}\delta _{m0}}.
따라서
{\displaystyle \psi (r,\theta ,\phi )=\sum _{l,m}{\sqrt {4\pi (2l+1)}}\delta _{m0}j_{l}(kr)Y_{l}^{0}(\theta ,\phi )+C_{l}^{m}ki^{l+1}\left(j_{l}(kr)+iy_{l}(kr)\right)Y_{l}^{m}(\theta ,\phi )}
이다. 여기서 각각의 {\displaystyle C_{l}^{m}i^{l+1}\left(j_{l}(kr)+iy_{l}(kr)\right)Y_{l}^{m}(\theta ,\phi )} 성분을 부분파라고 하고, {\displaystyle C_{l}^{m}}을 부분파 산란 진폭이라고 한다.
부분파 방법은 퍼텐셜 근처에서의 슈뢰딩거 방정식을 위와 같은 가설 풀이를 대입하여 푸는 것이다. 이렇게 하여 부분파 산란 진폭 {\displaystyle C_{l}^{m}}을 구하면 그 총 산란 진폭 {\displaystyle f(\theta ,\phi )}는
{\displaystyle f(\theta ,\phi )=\sum _{l,m}C_{l}^{m}Y_{l}^{m}(\theta ,\phi )}
와 같이 주어진다. 이로부터 총 산란 단면적 {\displaystyle \sigma }와 미분 단면적 {\displaystyle d\sigma /d\Omega }를 다음과 같이 구할 수 있다.
{\displaystyle \sigma =\oint |f|^{2}\,d\Omega =\sum _{l,m}|C_{l}^{m}|^{2}}
{\displaystyle {\frac {d\sigma (\theta ,\phi )}{d\Omega }}=\sum _{l',m'}\sum _{l,m}C_{l}^{m}Y_{l}^{m}(\theta ,\phi )(C_{l'}^{m'}Y_{l'}^{m'}(\theta ,\phi ))^{*}}.

### 낮은 에너지에서의 근사
퍼텐셜의 "크기"가 대략 {\displaystyle a}라고 하자. 즉, {\displaystyle V(r)}가 대략 다음과 같은 꼴이다.
{\displaystyle V(r)\approx {\begin{cases}0&r>a\\\infty &r<a.\end{cases}}}
이런 경우에는 {\displaystyle \psi (r=a,\theta ,\phi )\approx 0}이므로, 다음과 같은 경계 조건을 부여한다.
{\displaystyle 0\approx \sum _{l,m}{\sqrt {4\pi (2l+1)}}\delta _{m0}j_{l}(ka)Y_{l}^{0}(\theta ,\phi )+C_{l}^{m}ki^{l+1}\left(j_{l}(ka)+iy_{l}(ka)\right)Y_{l}^{m}(\theta ,\phi )}.
이에 따라
{\displaystyle C_{l}^{m}\approx -{\frac {{\sqrt {4\pi (2l+1)}}\delta _{m0}j_{l}(ka)}{ki^{l+1}\left(j_{l}(ka)+iy_{l}(ka)\right)}}}
이다.
이제, 입사 파동 함수의 에너지 {\displaystyle E=\hbar ^{2}k^{2}/2m}가 퍼텐셜의 크기에 비하여 아주 작다고 하자. 즉,
{\displaystyle ka\ll 1}
{\displaystyle E\ll {\frac {\hbar ^{2}}{2ma^{2}}}}
라고 하자. 그렇다면
{\displaystyle j_{l}(x)\propto x^{l}} ({\displaystyle x\ll 1})
{\displaystyle y_{l}(x)\propto x^{-l-1}} ({\displaystyle x\ll 1})
이므로,
{\displaystyle C_{l}^{m}\propto a(ka)^{2l}}
이다. 따라서 {\displaystyle ka\ll 1}이므로 {\displaystyle l=0}인 항이 다른 항보다 매우 크다. 즉, 매우 작은 에너지에서는 {\displaystyle l,m=0}인 부분파만 고려하면 된다.

## 위상 변화
위에서 정의한 부분파 진폭 {\displaystyle C_{m}^{l}}은 일반적으로 다음과 같은 꼴을 가진다.
{\displaystyle C_{m}^{l}={\sqrt {4\pi }}\exp(i\delta _{m}^{l})\sin \delta _{m}^{l}}.
여기서 {\displaystyle \delta _{m}^{l}}을 {\displaystyle (l,m)} 부분파의 위상 변화(phase shift)라고 한다.

## 같이 보기
- 베셀 함수
- 헬름홀츠 방정식
- 운죌트의 정리

## 참고 문헌
- Jun John Sakurai, Jim J. Napolitano (2011). 《Modern Quantum Mechanics》 (영어). Addison-Wesley. ISBN 0805382917.
- Griffiths, David J. (2005). 《Introduction to Quantum Mechanics》 (영어). Addison-Wesley. ISBN 0131118927.
- Peters, Klaus (2006). “A primer on partial wave analysis”. 《International Journal of Modern Physics A》 21 (27): 5618. arXiv:hep-ph/0412069. doi:10.1142/S0217751X06034811.